# Heinrich IV. (Pirandello)
Heinrich IV. (italienischer Originaltitel: Enrico IV) ist ein Drama in drei Akten des italienischen Nobelpreisträgers Luigi Pirandello. Die Uraufführung fand am 24. Februar 1922 in Mailand statt. 

## Handlung
Das Stück spielt an einem Tag Anfang des 20. Jahrhunderts in einem italienischen Landhaus. Die Vorgeschichte wird dem Publikum hauptsächlich im ersten Akt, aber auch in ergänzenden Bruchstücken in den anderen Akten durch die Dialoge der Figuren erzählt.
Vorgeschichte: Ein italienischer Edelmann, dessen richtiger Name in dem Stück nie genannt wird, hat vor 20 Jahren an einem Maskenumzug teilgenommen. Er war dabei als der deutsche Kaiser Heinrich IV. verkleidet. Diese Rolle hatte er gewählt, weil die junge Frau, die er liebte, die Rolle der Markgräfin Mathilde von Toscana gewählt hatte: Er wollte zu ihren Füßen liegen wie Heinrich IV. in Canossa. Als sein Pferd scheute, fiel er auf die Straße, schlug mit dem Kopf auf und wurde bewusstlos. Als er wieder zu Bewusstsein kam, glaubte er, wirklich Heinrich IV. zu sein. Seit diesem Ereignis bestätigen die Menschen seiner Umgebung nun seinen Wahn, indem sie ihm in mittelalterlichen Kostümen begegnen und als Kaiser behandeln.
Im ersten Akt kommt eine Gruppe von Besuchern in das Landhaus, darunter ein Nervenarzt, der versuchen soll, Heinrich IV. zu heilen. In der Gruppe befindet sich auch die Marchesa Mathilde, die damals als Mathilde von Toscana am Umzug teilgenommen hatte, sowie der mit ihr befreundete Baron Belcredi und ihre Tochter Frida.  Alle haben Heinrich IV. in den letzten 20 Jahren nicht gesehen. Sie sprechen über die Vorgeschichte und wählen eine Verkleidung, in der sie Heinrich IV. begegnen wollen. Dabei macht Mathilde deutlich, dass sie Belcredi bei der Begegnung gar nicht dabei haben will, dieser lässt sich aber nicht abwimmeln. Als es zu der Begegnung kommt, vermutet Heinrich IV. in ihm einen Feind und ist nur schwer von dieser Vermutung abzubringen. Heinrich spricht davon, dass man ihm beistehen möge, dass der Papst ihn aus seiner Rolle erlöst. Als er während seiner Reden einmal Mathilde tief in die Augen schaut, ist diese überzeugt, dass er sie erkannt hat und direkt von ihr spricht und nicht von ihrer fiktiven Tochter.
Im zweiten Akt, als Mathilde mit den anderen allein ist, äußert sie ihre im ersten Akt gewonnene Überzeugung, der die anderen widersprechen. Als Heinrich IV. wieder erscheint, versucht er, sich der Zuneigung seiner Umgebung zu vergewissern. Es bleibt nun dem Zuschauer überlassen, ob er Mathildes doppeldeutiger Interpretation der Aussagen Heinrichs IV. folgen will. Nachdem die Besucher gegangen sind, erklärt Heinrich IV. seinen Dienern, dass er schon seit einigen Jahren gesund ist und die Maskerade durchschaut.
Im dritten Akt versucht der Doktor Heinrich IV. durch eine Art Schocktherapie zu heilen. Dazu lässt er Frida, die so aussieht wie ihre Mutter vor 20 Jahren und die nun als Mathilde von Toscana verkleidet ist, im Halbdunkel der Nacht aus einem Bilderrahmen springen, was Heinrich IV. auch tatsächlich als Schock empfindet. Inzwischen haben die Diener den anderen mitgeteilt, dass Heinrich IV. geheilt sei. Dieser ist aber empört über den erlittenen Schock und steigert sich in eine solche Erregung hinein, dass er einen Degen nimmt und in den Unterleib Belcredis sticht. Belcredi wird schwer verletzt aus dem Saal getragen und ein Schrei Mathildes lässt darauf schließen, dass er der Verletzung erlegen ist. Daraufhin sagt Heinrich der IV., dass er nun gezwungen sei, seine Rolle für immer weiter zu spielen.

## Film
Das Stück wurde im Jahr 1984 unter dem gleichen Titel von Marco Bellocchio verfilmt.

## Werkausgaben
- Luigi Pirandello: Sechs Personen suchen einen Autor / Heinrich IV. 1. Auflage. Fischer Bücherei, Frankfurt/Hamburg 1964 (Taschenbuch).